# عبد العزيز أبو المجد
هو عبد العزيز أبو المجد بن قريش بن محمد المختار، قطب صوفي سني، ووالد القطب الصوفي المعروف إبراهيم الدسوقي

## نسبه
عبد العزيز أبو المجد بن قريش بن محمد المختار بن محمد أبو النجا بن علي زين العابدين بن عبد الخالق بن محمد أبو الطيب بن عبد الله محمد الكاتم بن عبد الخالق بن أبو القاسم جعفر الزكي بن علي الهادي بن محمد الجواد بن علي الرضا بن موسى الكاظم بن جعفر الصادق بن محمد الباقر بن علي زين العابدين بن الحسين بن علي بن أبي طالب  زوج السيدة فاطمة الزهراء بنت النبي محمد».

## حياته
هو والد إبراهيم القرشى الدسوقى وزوج أخت أبو الحسن الشاذلى الزاهد الصوفي وجد الأشراف والأولياء رضى الله عنه بقرية المجد في الرحمانية محافظة البحيرة على ضفاف النيل.
ويحكى مريدوه أن له قصة عجيبة مع سلطان مصر أنذاك حيث كان خاطبا لفاطمة الشاذلية اخت أبو الحسن الشاذلي، فطمع سلطان مصر في خطبة فاطمة، فقصد الرحمانية بموكبه واصطحب معه الجواهر والزينة السلطانية لخطبتها، ولم يكن يعرف عبد العزيز
فلما دخل الرحمانية واخبرهم انه جاء لخطبة فاطمة الشاذلية قالوا له: إنها مخطوبة، فقال لهم: مخطوبة لمن قالوا لسيدى عبد العزيز أبو المجد، فقال: وماذا يعمل سيدى عبد العزيز، قالوا له: يعمل سقا يسقى الماء. فأمر السلطان بإخراج مجموعة من مجوهراته فقال لو أحضر سيدى عبد العزيز مثل هذه المجوهرات تركت له السيدة فاطمة، فأسرعوا وأخبروا عبد العزيز والذي كان في عمله فقال لهم لنذهب للسلطان ولنرى من الذي يقدر على جواهر الأخر.
فدخل عبد العزيز على السلطان في خيمته فقال له السلطان: إن أحضرت مثل هذه المجوهرات تركت لك السيدة فاطمة. فقال عبد العزيز: أحضروا البراميل. فتعجب السلطان فقال لهم: احضروا له براميل. فأمسك عبد العزيز قربة الماء على ظهره وقال بسم الله
فأخذ يفرغ في البراميل جواهر لم يرى مثلها حتى ملئت والسلطان في ذهول، ثم قال عبد العزيز للسلطان: إن أحضرت أنت واحدة فقط مثلها تركت لك ماتريد. فسلم له السلطان واعتذر ورجع للقاهرة.

## مولد سيدي عبد العزيز أبو المجد
نزل عبد العزيز أبو المجد بمرقص التي أصبحت فيما بعد قرية المجد التابعة لمركز الرحمانية بمحافظة البحيرة، وهو أهم أولياء الله في المحافظة. ومما أوثر عن تعبده: أنه حج سبعون حجة ماشياً على قدميه وقد دونت الدولة العثمانية هذه المنقبة في جمعها لسير الصالحين وحصرها لموالد مصر وأهل البيت فيها عن سيدى عبد العزيز رضى الله عنه عام 1628 ميلادياً.
وكان مقام سيدى عبد العزيز منفرداً في بادئ الأمر مستقلاً عن المسجد الذي كان يسمى بالمسجد الكبير للبلدة وكان المقام يقع بين عشرات من النخيل محفوفاً بالزهور من حوله تعلق عليه القناديل طوال الليل فتظل البلدة مضيئة بنور ضريح سيدى عبد العزيز وكان المصريون يحتفلون بمولده يوماً واحداً وكان موعد تلك الليلة هو اليوم الذي يعقب الليلة الختامية لمولد سيدى إبراهيم القرشى الدسوقى، فيتوجه الناس والمشايخ والعلماء إلى سيدى عبد العزيز الذي بينه وبين سيدى إبراهيم مسافة ثلاثة أميال عبر النيل.
وفي عهد الأسرة العلوية ضم المسجد الكبير إلى ضريح سيدى عبد العزيز، ولازالت مأذنة الدولة العثمانية موجودة إلى اليوم، وضم المسجد إلى المقام عبر الطرقة الفاصلة بين المسجد وغرفة الضريح.

## الخلاف حول زوجه
قال البعض أن تزوح من أخت أبو الفتح الواسطى، لكنه لم يثبت ذلك. فزوجه إسمها الشاذلية وليست الواسطية. ولأن إبراهيم الدسوقى لم يكن رفاعي الطريقة بدليل أن طريقته البرهانية الدسوقية الشاذلية، ولم يكن في سند طريقته السند الرفاعى.